# 吳丹紅
吳丹紅（1978年—），筆名吳法天，亦曾使用其他網路名「江南小龍」、「無法無天」、“天下说法”（公众号名），中國浙江省義烏市人，中南財經政法大學法學學士、碩士，中國人民大學法學博士。中國政法大學證據科學研究院副教授，證據科學教育部重點實驗室專職研究人員，碩士研究生導師，中國人民大學證據學研究所兼職研究員，燕山大學兼職教授。後來吳丹紅擔任勞榮枝案辯護律師。2023年4月，江西省高級人民法院向北京市司法局指控吴丹红担任劳荣枝辩护人期间，通过微博、微信公众号炒作案件，並在法庭上发表诋毁办案机关的言论。北京市律协決定立案调查。

## 網紅生涯
吴常在網上辯論，被認為是左派代表人物，甚至被指「高級五毛」。但他自認屬于「中間偏右」，支持明確法治和進步改革，也批評政府。之所以被歸為「左派」。2013年時，他相信是輿論風氣整體偏右：「極右占据輿論主流，使得中軸线向右偏，很大一部分本應是中間派甚至偏右的人都被划歸為左派。」

## 外部連結
- 中國政法大學吳丹紅教授網頁[永久]
- 吳丹紅(吳法天)新浪微博（页面存档备份，存于）